# Bogdan Osolnik
Bogdan Osolnik se je rodil v Borovnici 13. maja 1920 kot prvi otrok Minke Grahor in Franceta Osolnika, ter nato odraščal v Kočevju in Novem Mestu, kjer je končal osnovno šolo in gimnazijo. V Ljubljani je nadaljeval študij prava, ki ga je prekinila Druga svetovna vojna. V vojnem času se je priključil partizanskemu gibanju. Na Zboru odposlancev slovenskega naroda v Kočevju v oktobru leta 1943 je bil predsednik delovnega predsedstva. V prvih povojnih letih je bil aktiven v jugoslovanskih diplomatskih predstavništvih v Nemčiji in nato v Sovjetski zvezi, pri vzpostavljanju mednarodnopravnega statusa Republike Avstrije, pri zgodovinski obnovitvi sodelovanja med ZSSR in FNRJ po Stalinovi smrti. Pozneje je bil aktiven v slovenski in jugoslovanski politiki. Med drugim je bil direktor Radia Jugoslavija v Beogradu, minister za kulturo in prosveto FNRJugoslavije, ter minister za informiranje SFRJugoslavije v času priprav in izvedbe prvega srečanja voditeljev neuvrščenih držav v Beogradu v letu 1961. V diplomaciji je opravljal različne odgovorne naloge v vodilnih mednarodnih organizacijah, v Parlamentarni uniji, Mednarodni ligi za mir in UNESCOu. Bil je tudi dolgoletni direktor Inštituta za zgodovino delavskega gibanja in sodnik Ustavnega sodišča Socialistične republike Slovenije. Osolnik Bogdan je bil predavatelj na področju javnega mnenja in medijev na Fakulteti za sociologijo, politične vede in novinarstvo/danes Fakulteta za družbene vede/ in eden od ustanoviteljev katedre za novinarstvo. V mednarodnih znanstvenih krogih se je uveljavil z inovativnimi prispevki na področju komuniciranja in javnega mnenja, kot član ugledne McBrideove komisije in soavtor njenega odmevnega poročila, prevedenega na več kot trideset jezikov v vseh predelih sveta.
Objavil je več člankov, študij in knjig o življenju in dosežkih svoje generacije ter svojih spominov, med njimi dve monografiji: 'Z ljubeznijo skozi surovi čas' in 'O koreninah slovenske državnosti' (1998), ter več strokovnih publikacij.
Z Maro Rupena sta se poročila v novembru 1943 in si delila življenje in delo 60. let, vse do Marine smrti v letu 2003. V zakonu so se jima rodili štirje otroci. Prva med njimi, Katja, se je rodila v surovem vojnem času, v marcu 1944 v Kočevskem Rogu v Bazi 20, sin Niko v Novem mestu, Vladimir v Ljubljani in Vera v Beogradu.